# トール (人工衛星)
トール (Thor）はノルウェーの国営通信企業テレノールが所有する通信衛星シリーズ。

## マルコポーロ2（トール1）
トール1は元々はトールシリーズの衛星ではなく、イギリス衛星放送（BSB）向けにマルコポーロ通信衛星シリーズとして打ち上げられたものである。設計、試験、打ち上げはヒューズ・スペース・アンド・コミュニケーションズ（現在ボーイング衛星システムズの一部)が担当した。衛星は5本のKuバンド・トランスポンダーを搭載していた。
マルコポーロ1は1989年8月27日にデルタロケットによって、マルコポーロ2は1990年8月17日にデルタIIロケットによって打ち上げられた。衛星は設計通りに機能したものの、BSBがスカイ・テレビジョンと合併してBスカイBとなった影響で、マルコポーロ1・2は売却されることとなった。マルコポーロに合わせて設計されたスクウェアリアル衛星受信アンテナは陳腐化してしまった。
1992年7月にマルコポーロ2はノルウェーのテレノールに売却され、トール1に改名された。西経0.8度で運用され、2002年1月に電源が切られた。同年11月に西経7.4度に移動し、スカンディナヴィアに向けたデジタルテスト信号放送を送った。2003年1月初頭に墓場軌道に送られた。

## トール2
トール2は1997年5月21日に打ち上げられ、2008年に退役した。重量1467 kg、15本のKuバンド・トランスポンダーと予備の3本を搭載した。

## トール3
トール3（正式にはトールIII）は1998年6月9日に打ち上げられ、西経0.8度に位置していた。14のアクティブKuバンド・トランスポンダーを搭載していたが、現在は使用していない。2010年6月にトール6と置き換えられた。

## インテルサット10-02（トール4）
インテルサット10-02は2004年6月16日に打ち上げられた。西経1度に位置して、中央ヨーロッパや中東にサービスを提供した。

## トール5
トール5は2008年2月11日に打ち上げられた。当初の予定ではトール2R'と呼ばれる予定だったが、トール5と命名された。24本のアクティブKuバンド・トランスポンダを搭載している。

## トール6
トール6は2009年10月29日にアリアン5によって打ち上げられた。タレス・アレニア・スペースが開発。36本のKuバンド・トランスポンダを搭載し、北欧を始め、ヨーロッパや中東諸国などに通信サービスを提供する。テレノール衛星放送社は12月15日に軌道上および地上の必要な全てのテストを完了し、12月末にサービスを開始すると報告した。